# أيمي كونيتاكي
أيمي كونيتاكي (國武 愛美) (10 يناير 1997 في ياماتو في اليابان – )؛ هي لاعبة كرة قدم كانت تلعب كمدافع. ولعبت مع منتخب اليابان لكرة القدم للسيدات.

## وصلات خارجية
- أيمي كونيتاكي على موقع قاعدة بيانات كرة القدم.إي يو (الإنجليزية)
- أيمي كونيتاكي على موقع Soccerway.com (الإنجليزية)
- أيمي كونيتاكي على موقع عالم كرة القدم.نت (الإنجليزية)